# Persönliches Paketarchiv
Ein persönliches Paketarchiv (englisch Personal Package Archive), kurz PPA, ist ein Bestandteil von Launchpad, der es Nutzern ermöglicht, Debian-Pakete für Ubuntu Linux auf einer Serverfarm für unterschiedliche Architekturen zu bauen und anschließend als Paketquelle zu veröffentlichen. Für freie Software gibt es ein kostenloses Kontingent. Dies ermöglicht es dem Nutzer, neuere Software zu installieren als die der offiziellen Paketquellen der Linuxdistribution. Da diese Paketquellen vom Distributor nicht offiziell unterstützt werden, werden sie bei dem Aktualisieren der Distribution deaktiviert.

## Nutzer
Mozilla bietet die Versionen mit verlängerter Unterstützung (Extended Support Release kurz ESR) von Firefox über ein PPA an. Auch Wildfire Games bietet für 0 A.D. ein offizielles PPA für die neueste Version ihres Echtzeitstrategiespiels an. Gleiches gilt für Stellarium, die ein offizielles PPA anbieten. Ebenso bietet OBS Studio offizielle Paketquellen auf Basis eines PPA an.

## Gefahren
Die Einbindung zusätzlicher Paketarchive birgt grundsätzlich Risiken. Einerseits kann das Paket fehlerhaft sein und im schlimmsten Fall das gesamte System in Mitleidenschaft ziehen. Zudem kann es absichtlich Schadprogramme enthalten.